# Vesterlund (Vester Sogn)
 Der er for få eller ingen kildehenvisninger i denne artikel, hvilket er et problem. Du kan hjælpe ved at angive troværdige kilder til de påstande, som fremføres i artiklen.

 For alternative betydninger, se Vesterlund. (Se også artikler, som begynder med Vesterlund)
Vesterlund er en landsby 4 km øst for Thyregod i den nordlige del af Vejle Kommune.
De to byer, som i daglig tale blot kaldes Thyregod-Vester, har fælles præst og skole, og mange foreninger har stadig navne, der viser at de har medlemmer begge steder, f.eks. Thyregod/Vester Spejderne.
I de to sogne er der ca. 2400 indbyggere, heraf bor ca. 1200 i Thyregod by og ca. 150 i Vesterlund by.

## Vesterlund Station
Vesterlund Station blev bygget i 1929, åbnet den 16. maj 1929 og nedlagt igen den 31. marts 1962. Arkitekten bag stationen var Viggo Norn.
Vesterlund Station var en del af Horsens-Thyregod-banen, og havde adresse på Sydvænget 2.

## Vesterlund Efterskole
Vesterlund Efterskole åbnede i 1921, med få elever. I dag er der godt 200 elever og er en eftertragtet efterskole. I perioden 1937-2009 hed skolen "Vesterlund Ungdomsskole".
I 2019 fik efterskolen nyt forstanderpar.

## Vester Mejeri
I 1883 blev Vester Mejeri oprettet, af bønder fra både Vester og Rønslunde (Ejstrup Sogn). Mejeriet blev oprettet ved Vester Mølle og blev drevet helt frem til 1916, hvor der i Vester by blev anlagt et nyt mejeri.

## Vester Mølle
Vester Mølle er en gammel vandmølle, beliggende ved Skjern Ås gennemløb, mellem Rørbæk Sø og Kulsø. Der har gennem tiderne været stampemølle, savværk, høkerbutik og mejeri i møllen.

### Historie (tiden før 1800)
Det meste af tiden har Vester Mølle hørt under Rørbæk. Til tider er møllen blevet bortforpagtet og til tider drevet fra Rørbæk.
Det første møllere var, Anders Christensen og Peder Nielsen.
I 1688 hed mølleren, Søren Knudsen. Han omkom i møllen i 1714. Formentlig kom han i klemme i mølleriet, hvilket skete for mange møllere. I en kort periode herefter, hed mølleren Knud Andersen (Møller), han fæstnede senere en gård i Lindet.
Allerede i 1718, blot fire år senere, ankom en ny møller, Jens Andersen Gjern, som døde i 1737. Herefter fortsatte enken, som fæster, dog med en møllersvend, der hed Just Høvinghoff, en søn fra Arvad Mølle. Just Høvinghoff fæstede møllen fra 1739-1750, hvorefter Laurids Christensen blev fæster, med en kontrakt som løb til 1757 og fortsatte som møllersvend til 1760.
Laurids Christensen efterfulgtes af Jens Jensen og Just Christensen, der var der indtil han fæstede Justenborg, som han købte i 1794. Den sidste fæster hed Lars Christensen.

### Historie (nye ejere)
I 1806 solgte Christen Christensen, Rørbæk, møllen til fuldmægtig Christen Leth fra Højris. Han var jævnlig på lånemarkedet, så i 1825 blev møllen sat på tvangsauktion, hvor Mette Marie Tolstrup overtog den og Leth rejste til Øster Hornum. Allerede i 1860 gik møllen igen på tvangsauktion og blev denne gang overtaget af Niels Zacho fra Sønder Mølle ved Viborg.
Niels Zacho solgte møllen i 1834 til Ditlev Christian Høffner, der allerede i 1836 mageskiftede med Andreas Nicolai Rothenborg, Hammer Mølle. I 1840 var der mageskifte til Søren Nielsen (Møller), Trollerup. Kun fem år senere bortforpagtede Søren Nielsen møllen med stampeværk til Rudolph Bernhard Knop. Søren Nielsen døde i 1853 og hustruen Ane Jensdatter solgte møllen i 1854 til tre mænd.
- Jens Thyregod, Rørbæk.
- J. Helms, Skaarupgaard (svoger til Jens Thyregod)
- Simon Christensen, Risager.

### Den sidste tid
Jens Thyregod købte i 1857 de to andres andele i møllen og solgte møllen videre til Carl Michelsen, som var søn fra Mindstrup, i 1869. Da var der både savværk og stampeværk på møllen og husede i 1870 21 mennesker. Herefter blev møllen solgt til Jens Christian Jensen, Sindbjerg, som senere oprettede høkerbutik i møllen.
I 1883 oprettede bønder fra både Vester og Rønslunde (Ejstrup sogn) et mejeri ved møllen, som blev drevet frem til 1916, hvor man byggede et nyt mejeri i Vester by.
Jens Christian Jensen døde i 1904, hvor sønnen, Kristen Terkel Jensen overtog. I 1913 overtog Niels Jensen, Rørbæk og er stadig i familiens eje.

## 2. Verdenskrig
Den 22. maj 1944 styrtede en engelsk Lancaster I LL950 ned i Vesterlund.
Lancasteren havde krydset Lillebælt mod sydøst og fløj 4700 meter over havets overflade, da den blev angrebet af en tysk natjager, hvor piloten var den tyske underofficer Heinz Koppe. Flyet begyndte at brænde og dykkede lige så stille i cirkler, før det brød sammen i luften og styrtede kl. 02:00, vest for Vesterlund. Halen faldt til jorden hele fem kilometer væk, lidt øst for Dørken.
I vraget ved Vesterlund blev der fundet fire lig og i vraget øst for Dørken, blev der fundet to lig. I nærområdet blev endnu et lig fundet, med en uåbnet faldskærm.
De døde piloter blev først fundet den 24. maj om aftenen, hvor værnemagten fra Give opsamlede dem og førte dem til Esbjerg, hvor de den 27. maj 1944 blev stedt til hvile i Fovrfeld Gravlund.
Der er siden i Vesterlund blev opsat en mindesten over de faldne med teksten: "Her faldt allierede flyvere d. 22. maj 1944 for Englands og Danmarks sag". RAF Lancaster har overfløjet mindestenen i 2011 og 2012. I 2014 blev der afholdt mindehøjtidelighed.
Besætningen var:
- Pilot P/O Ronald W. Bailey
- Flt. Engr. P/O Jack M. Whiting
- Navigator F/S Charles H. Richardson
- Air Bomber F/S James M. Henderson
- W/Op F/O Albert E. Truesdale (Bertie)
- Air Gnr. Sgt James Lindsay
- Air Gnr. Sgt Martin E. Murton.